# Nepalese alcippe
De Nepalese alcippe (Alcippe nipalensis) is een zangvogel uit de familie Alcippeidae.

## Verspreiding en leefgebied
Deze soort komt voor van de Himalaya tot Myanmar en telt twee ondersoorten:
- A. n. nipalensis: van de centrale en oostelijke Himalaya tot noordelijk Myanmar.
- A. n. stanfordi: oostelijk Bangladesh, noordoostelijk India en westelijk Myanmar.

## Status
De grootte van de populatie is niet gekwantificeerd maar de soort wordt omschreven als plaatselijk algemeen. Op de Rode lijst van de IUCN heeft deze soort de status niet bedreigd.